# Rio Damas
O Rio Damas é um rio sazonal na Eritreia. Este rio passa pela cidade de Ghinda.